# Sárközi Andor
Sárközi Andor (Miskolc, 1919. május 28. – Miskolc, 1968. augusztus 21.) újságíró, tanár, Rózsa Ferenc-díjas (1964).

## Élete
Munkáscsaládban született, Reich Etelka és Scharfstein Mayer Manó ötödik, legkisebb gyermekeként. 1941-ben polgári iskolai tanári diplomát szerzett Szegeden, majd a második világháború után gimnáziumi tanári képesítést. 1938 és 1943 között a Szegedi Árvaház és Tanoncotthonban dolgozott nevelőként. Újságírói pályája 1943-ban kezdődött a Felvidéki Népszavánál. Utána zsidó származása miatt munkaszolgálatosként a frontra vitték. Miután hazatért, 1953-ig Miskolcon a Szabad Magyarország, majd az Észak-Magyarország szerkesztőségében dolgozott. 1953–59-ben Miskolcon gimnáziumi tanár és igazgató volt. 1959-től az Észak-Magyarország című lap felelős szerkesztőjeként, majd főszerkesztőjeként dolgozott. Szerkesztette a Borsodi Szemlét, a Napló rovatának rendszeres cikkírója volt. A Magyar Újságírók Országos Szövetségének (MÚOSZ) elnökhelyettesi tisztségét töltötte be. Tanított a MÚOSZ újságíróiskolájában és a miskolci Nehézipari Műszaki Egyetem Marxizmus–Leninizmus Tanszékén.

## Magánélete
Felesége Fürész Éva (1922–2013) volt, a miskolci Kossuth Lajos Gimnázium tanára, igazgatója, Fürész Jenő (1881–1944) osztályvezető főorvos lánya. Tanulmányait előbb a miskolci Református Leánygimnáziumban végezte, ahol 1940-ben érettségizett, majd a miskolci Tanítóképzőben 1943-ben nyert oklevelet. A vészkorszak idején családjának nagy részét elvesztette. 1949-től pedagógusként működött. 1952-ben kinevezték az Óvónőképző igazgatójának, amely később gimnázium lett, azt követően szakközépiskola és Kossuth Lajos nevét vette fel.
Két gyermeke született, Sárközi Ágnes és Sárközi László.

## Főbb műve
- A nemzetőrség készen áll... Borsod megye és Miskolc a szabadságharcban (Miskolc, 1948)

## Díjai, elismerései
- Népköztársasági Érdemérem ezüst fokozata (1951)
- Szocialista Munkáért Érdemérem (1961)
- Az oktatásügy kiváló dolgozója
- Rózsa Ferenc-díj harmadik fokozata (1964)